# Platón (keresztnév)
A Platón görög férfinév, Platón filozófus nevéből származik, jelentése: széles vállú.

## Gyakorisága
Az 1990-es években szórványos név, a 2000-es években nem szerepel a 100 leggyakoribb férfinév között.

## Névnapok
- április 4.[2]
- július 22.[2]

## Híres Platónok
- Platón, görög filozófus